# Raio (geometria)
O raio é um segmento de reta com uma extremidade no centro de uma circunferência (ou de uma esfera) e outra extremidade em um ponto qualquer de sua borda. É a metade do diâmetro de uma circunferência ou de uma esfera.

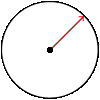
Ilustração do raio de uma circunferência qualquer.

Sendo d o diâmetro e r o raio:
{\displaystyle d=2r\quad \Rightarrow \quad r={\frac {d}{2}}}

## Fórmulas
Para várias figuras geométricas, o raio tem uma relação bem definida com outras medidas.

### Círculos
O raio de um círculo com área A é
{\displaystyle r={\sqrt {\frac {A}{\pi }}}.}

Um círculo com circunferência C em preto, diâmetro D em ciano, raio R em vermelho, e centro ou origem O em verde.

O raio de um círculo que conecta três pontos P1, P2 and P3 é dado por
{\displaystyle r={\frac {|P_{1}-P_{3}|}{2\operatorname {sen} \theta }},}
onde θ é o ângulo {\displaystyle \angle P_{1}P_{2}P_{3}}. Essa fórmula usa a lei dos senos.
Se os três pontos são dados por suas coordenadas {\displaystyle (x_{1},y_{1})},
{\displaystyle (x_{2},y_{2})} e {\displaystyle (x_{3},y_{3})}, o raio pode ser expressado por
{\displaystyle r={\frac {\sqrt {\left(\left({\it {x_{2}}}-{\it {x_{1}}}\right)^{2}+\left({\it {y_{2}}}-{\it {y_{1}}}\right)^{2}\right)\left(\left({\it {x_{2}}}-{\it {x_{3}}}\right)^{2}+\left({\it {y_{2}}}-{\it {y_{3}}}\right)^{2}\right)\left(\left({\it {x_{3}}}-{\it {x_{1}}}\right)^{2}+\left({\it {y_{3}}}-{\it {y_{1}}}\right)^{2}\right)}}{2\left|{\it {x_{1}}}\,{\it {y_{2}}}+{\it {x_{2}}}\,{\it {y_{3}}}+{\it {x_{3}}}\,{\it {y_{1}}}-{\it {x_{1}}}\,{\it {y_{3}}}-{\it {x_{2}}}\,{\it {y_{1}}}-{\it {x_{3}}}\,{\it {y_{2}}}\right|}}.}

## Propriedades
- O raio r e o comprimento c de uma circunferência relacionam-se por c = 2πr (lê-se: comprimento é igual a dois pi raio).
- O teorema dos senos afirma que num triângulo de lados a, b e c inscrito numa circunferência de raio r se tem {\displaystyle {\frac {a}{\operatorname {sen} {\widehat {A}}}}={\frac {b}{\operatorname {sen} {\widehat {B}}}}={\frac {c}{\operatorname {sen} {\widehat {C}}}}=2r}

Este grafo tem raio 2, e os seus centros são os vértices 4 e 5 porque cada um deles está a uma distância não superior a 2 de todos os restantes.

## Outros significados
O termo raio se aplica também a outras figuras, dependendo do seu sentido e contexto. Por exemplo, o raio de um cilindro refere-se ao raio da sua base, já o raio de um grafo refere-se à maior distância ao(s) centro(s) do grafo, que é definido como um vértice que minimiza a distância máxima aos restantes vértices.